# Temporada 1996-97 de los New York Knicks
La temporada 1996-97 fue la quincuagésimo primera de los New York Knicks en la NBA. La temporada regular acabó con 57 victorias y 25 derrotas, ocupando el tercer puesto de la conferencia, clasificándose para los playoffs, donde cayeron en las semifinales de conferencia ante los Miami Heat.

## Elecciones en el Draft
| Ronda | Puesto | Jugador        | Posición  | Nacionalidad   | Universidad       |
| ----- | ------ | -------------- | --------- | -------------- | ----------------- |
| 1     | 18     | John Wallace   | Alero     | Estados Unidos | Syracuse          |
| 1     | 19     | Walter McCarty | Ala-pívot | Estados Unidos | Kentucky          |
| 1     | 21     | Dontae' Jones  | Alero     | Estados Unidos | Mississippi State |

## Temporada regular
| División Atlántico   | División Atlántico | División Atlántico | División Atlántico | División Atlántico | División Atlántico | División Atlántico | División Atlántico | División Atlántico |
| Equipo               | G                  | P                  | %                  | PD                 | Casa               | Fuera              | Div                |                    |
| -------------------- | ------------------ | ------------------ | ------------------ | ------------------ | ------------------ | ------------------ | ------------------ | ------------------ |
| y-Miami Heat         | 61                 | 21                 | .744               | –                  | 29–12              | 32–9               | 16–8               |                    |
| x-New York Knicks    | 57                 | 25                 | .695               | 4                  | 31–10              | 26–15              | 19–6               |                    |
| x-Orlando Magic      | 45                 | 37                 | .549               | 16                 | 26–15              | 19–22              | 13–11              |                    |
| x-Washington Bullets | 44                 | 38                 | .537               | 17                 | 25–16              | 19–22              | 14–10              |                    |
| New Jersey Nets      | 26                 | 56                 | .317               | 35                 | 16–25              | 10–31              | 11–13              |                    |
| Philadelphia 76ers   | 22                 | 60                 | .268               | 39                 | 11–30              | 11–30              | 11–14              |                    |
| Boston Celtics       | 15                 | 67                 | .183               | 46                 | 11–30              | 4–37               | 1–23               |                    |

## Playoffs

### Primera ronda
New York Knicks  vs. Charlotte Hornets
| Fecha       | Partido                                   | Ciudad     |
| ----------- | ----------------------------------------- | ---------- |
| 24 de abril | New York Knicks 109, Charlotte Hornets 99 | Nueva York |
| 26 de abril | New York Knicks 100, Charlotte Hornets 93 | Nueva York |
| 28 de abril | Charlotte Hornets 95, New York Knicks 104 | Charlotte  |
|             | New York Knicks gana las series 3-0       |            |

### Semifinales de Conferencia
Miami Heat vs. New York Knicks
| Fecha      | Partido                            | Ciudad     |
| ---------- | ---------------------------------- | ---------- |
| 7 de mayo  | Miami Heat 79, New York Knicks 88  | Miami      |
| 9 de mayo  | Miami Heat 88, New York Knicks 84  | Miami      |
| 11 de mayo | New York Knicks 77, Miami Heat 73  | Nueva York |
| 12 de mayo | New York Knicks 89, Miami Heat 76  | Nueva York |
| 14 de mayo | Miami Heat 96, New York Knicks 81  | Miami      |
| 16 de mayo | New York Knicks 90, Miami Heat 95  | Nueva York |
| 18 de mayo | Miami Heat 101, New York Knicks 90 | Miami      |
|            | Miami Heat gana las series 4-3     |            |

## Estadísticas

### Temporada regular
| Rk | Jugador        | Edad | Pos. | P  | PT | MP   | TC  | TCI  | %TC  | T3  | T3I | %T3  | TL  | TLI | %TL  | RO  | RD  | RT   | AS  | RB  | TAP | BP  | FP  | PTS  |
| -- | -------------- | ---- | ---- | -- | -- | ---- | --- | ---- | ---- | --- | --- | ---- | --- | --- | ---- | --- | --- | ---- | --- | --- | --- | --- | --- | ---- |
| 1  | Patrick Ewing  | 34   | C    | 78 | 78 | 37.0 | 8.4 | 17.2 | .488 | 0.0 | 0.1 | .222 | 5.6 | 7.5 | .754 | 2.2 | 8.4 | 10.7 | 2.0 | 0.9 | 2.4 | 3.4 | 3.2 | 22.4 |
| 2  | Charles Oakley | 33   | PF   | 80 | 80 | 35.9 | 4.2 | 8.7  | .488 | 0.1 | 0.2 | .263 | 2.3 | 2.8 | .808 | 3.1 | 6.7 | 9.8  | 2.8 | 1.4 | 0.3 | 2.1 | 3.8 | 10.8 |
| 3  | Larry Johnson  | 27   | SF   | 76 | 76 | 34.4 | 4.9 | 9.7  | .512 | 0.4 | 1.4 | .324 | 2.5 | 3.6 | .693 | 2.2 | 3.0 | 5.2  | 2.3 | 0.8 | 0.5 | 1.8 | 3.3 | 12.8 |
| 4  | Allan Houston  | 25   | SG   | 81 | 81 | 33.1 | 5.4 | 12.7 | .423 | 1.8 | 4.7 | .385 | 2.2 | 2.7 | .803 | 0.5 | 2.4 | 3.0  | 2.2 | 0.5 | 0.2 | 2.1 | 2.9 | 14.8 |
| 5  | Chris Childs   | 29   | PG   | 65 | 61 | 31.9 | 3.2 | 7.8  | .414 | 1.1 | 2.8 | .387 | 1.7 | 2.3 | .758 | 0.3 | 2.6 | 2.9  | 6.1 | 1.2 | 0.2 | 2.8 | 3.3 | 9.3  |
| 6  | John Starks    | 31   | SG   | 77 | 1  | 26.5 | 4.8 | 11.1 | .431 | 1.9 | 5.3 | .369 | 2.2 | 2.9 | .769 | 0.5 | 2.2 | 2.7  | 2.8 | 1.2 | 0.1 | 2.1 | 2.5 | 13.8 |
| 7  | Charlie Ward   | 26   | PG   | 79 | 21 | 22.3 | 1.7 | 4.3  | .395 | 0.6 | 1.9 | .312 | 1.2 | 1.6 | .760 | 0.6 | 2.2 | 2.8  | 4.1 | 1.1 | 0.2 | 1.9 | 2.4 | 5.2  |
| 8  | Buck Williams  | 36   | PF   | 74 | 4  | 20.2 | 2.4 | 4.4  | .537 | 0.0 | 0.0 | .000 | 1.6 | 2.4 | .642 | 2.2 | 3.1 | 5.4  | 0.7 | 0.5 | 0.5 | 1.1 | 2.8 | 6.3  |
| 9  | John Wallace   | 22   | SF   | 68 | 6  | 11.6 | 1.8 | 3.5  | .517 | 0.0 | 0.1 | .500 | 1.2 | 1.6 | .718 | 0.8 | 1.5 | 2.3  | 0.5 | 0.3 | 0.4 | 1.1 | 1.5 | 4.8  |
| 10 | Herb Williams  | 38   | PF   | 21 | 2  | 8.8  | 0.9 | 2.2  | .391 | 0.0 | 0.0 | .000 | 0.1 | 0.2 | .750 | 0.4 | 1.0 | 1.5  | 0.2 | 0.2 | 0.2 | 0.2 | 0.9 | 1.9  |
| 11 | Scott Brooks   | 31   | PG   | 38 | 0  | 6.6  | 0.5 | 1.0  | .487 | 0.1 | 0.3 | .417 | 0.4 | 0.4 | .933 | 0.2 | 0.3 | 0.5  | 0.8 | 0.6 | 0.0 | 0.4 | 0.9 | 1.5  |
| 12 | Walter McCarty | 22   | PF   | 35 | 0  | 5.5  | 0.7 | 1.9  | .382 | 0.1 | 0.4 | .286 | 0.2 | 0.4 | .571 | 0.2 | 0.4 | 0.7  | 0.4 | 0.2 | 0.3 | 0.5 | 1.1 | 1.8  |
| 13 | Chris Jent     | 27   | SF   | 3  | 0  | 3.3  | 0.7 | 2.0  | .333 | 0.7 | 1.0 | .667 | 0.0 | 0.0 |      | 0.3 | 0.0 | 0.3  | 0.3 | 0.0 | 0.0 | 0.0 | 0.7 | 2.0  |

### Playoffs
| Rk | Jugador        | Edad | Pos. | P  | PT | MP   | TC  | TCI  | %TC   | T3  | T3I | %T3  | TL  | TLI | %TL   | RO  | RD  | RT   | AS  | RB  | TAP | BP  | FP  | PTS  |
| -- | -------------- | ---- | ---- | -- | -- | ---- | --- | ---- | ----- | --- | --- | ---- | --- | --- | ----- | --- | --- | ---- | --- | --- | --- | --- | --- | ---- |
| 1  | Allan Houston  | 25   | SG   | 9  | 9  | 40.0 | 6.4 | 14.8 | .436  | 2.9 | 5.8 | .500 | 3.4 | 3.9 | .886  | 0.3 | 2.2 | 2.6  | 2.3 | 0.7 | 0.3 | 2.7 | 1.6 | 19.2 |
| 2  | Patrick Ewing  | 34   | C    | 9  | 9  | 39.7 | 9.8 | 18.6 | .527  | 0.0 | 0.1 | .000 | 3.0 | 4.7 | .643  | 2.9 | 7.7 | 10.6 | 1.9 | 0.3 | 2.4 | 3.0 | 3.3 | 22.6 |
| 3  | Charles Oakley | 33   | PF   | 10 | 10 | 35.8 | 3.8 | 8.6  | .442  | 0.0 | 0.1 | .000 | 2.2 | 2.9 | .759  | 2.3 | 6.5 | 8.8  | 1.6 | 2.2 | 0.3 | 1.8 | 3.7 | 9.8  |
| 4  | Chris Childs   | 29   | PG   | 10 | 10 | 32.8 | 3.8 | 8.7  | .437  | 0.9 | 2.6 | .346 | 1.9 | 2.3 | .826  | 0.9 | 4.0 | 4.9  | 5.9 | 2.0 | 0.0 | 2.8 | 3.9 | 10.4 |
| 5  | Larry Johnson  | 27   | SF   | 9  | 9  | 32.8 | 4.8 | 8.6  | .558  | 0.7 | 1.9 | .353 | 3.6 | 4.2 | .842  | 1.2 | 2.8 | 4.0  | 2.6 | 0.8 | 0.1 | 1.7 | 3.0 | 13.8 |
| 6  | John Starks    | 31   | SG   | 9  | 1  | 28.1 | 4.9 | 11.0 | .444  | 1.4 | 4.6 | .317 | 2.8 | 3.4 | .806  | 0.8 | 2.7 | 3.4  | 2.8 | 1.1 | 0.0 | 2.2 | 2.8 | 14.0 |
| 7  | Charlie Ward   | 26   | PG   | 9  | 0  | 20.2 | 0.9 | 3.0  | .296  | 0.1 | 1.0 | .111 | 0.3 | 0.4 | .750  | 0.3 | 2.4 | 2.8  | 4.3 | 1.4 | 0.0 | 1.7 | 2.0 | 2.2  |
| 8  | Buck Williams  | 36   | PF   | 10 | 1  | 19.3 | 1.7 | 3.5  | .486  | 0.0 | 0.0 |      | 0.9 | 1.7 | .529  | 1.3 | 2.7 | 4.0  | 0.6 | 0.3 | 0.4 | 0.4 | 3.4 | 4.3  |
| 9  | John Wallace   | 22   | SF   | 4  | 1  | 10.0 | 1.0 | 3.8  | .267  | 0.0 | 0.3 | .000 | 0.5 | 0.5 | 1.000 | 0.5 | 1.3 | 1.8  | 1.3 | 0.3 | 0.5 | 0.5 | 1.5 | 2.5  |
| 10 | Herb Williams  | 38   | PF   | 3  | 0  | 7.7  | 0.7 | 1.7  | .400  | 0.0 | 0.0 |      | 0.0 | 0.0 |       | 0.0 | 0.3 | 0.3  | 0.0 | 0.0 | 0.0 | 0.0 | 1.3 | 1.3  |
| 11 | Walter McCarty | 22   | PF   | 2  | 0  | 2.0  | 1.0 | 1.0  | 1.000 | 0.0 | 0.0 |      | 0.0 | 0.0 |       | 0.0 | 0.0 | 0.0  | 0.0 | 0.5 | 0.0 | 0.0 | 0.0 | 2.0  |
| 12 | Scott Brooks   | 31   | PG   | 4  | 0  | 1.8  | 0.3 | 0.5  | .500  | 0.0 | 0.0 |      | 0.3 | 0.3 | 1.000 | 0.0 | 0.0 | 0.0  | 0.0 | 0.0 | 0.0 | 0.0 | 0.0 | 0.8  |

## Galardones y récords
| Jugador/Entrenador | Galardón                              |
| Patrick Ewing      | 2.º Mejor quinteto de la NBA All-Star |
| John Starks        | Mejor sexto hombre de la NBA          |